# 안심도서관
안심도서관은 대구광역시 동구 소재의 구립 도서관이다.

## 연혁
- 2009년 5월 안심도서관 건립 기본계획 확정
- 2009년 9월 안심도서관 건축설계경기 현상공모
- 2009년 12월 안심도서관 건축 설계경기 심사 및 당선작 발표
- 2010년 4월 2010년 안심도서관 건립운영 컨설팅사업 지원대상 선정
- 2010년 5월 기본 실시설계 완료
- 2010년 7월 안심도서관 건립공사 착공 및 공사시행
- 2012년 2월 안심도서관 건립공사 준공
- 2012년 4월 23일 안심도서관 개관
- 2012년 8월 문화체육관광부 '건축·운영 우수 공공도서관' 선정
- 2012년 9월 제21회 대구광역시 건축상 '금상'
- 2013년 7월 대구광역시 동구청 → (재)대구광역시동구문화재단으로 운영주체변경
- 2013년 10월 다음세대재단 올리볼리관 개관